# Mohamed Buguera
Mohamed Buguera (10 de junio de 1986) es un deportista tunecino que compitió en judo. Ganó una medalla de bronce en los Juegos Panafricanos de 2007, y una medalla de bronce en el Campeonato Africano de Judo de 2006.

## Palmarés internacional
| Juegos Panafricanos | Juegos Panafricanos     | Juegos Panafricanos | Juegos Panafricanos |
| Año                 | Lugar                   | Medalla             | Categoría           |
| ------------------- | ----------------------- | ------------------- | ------------------- |
| 2007                | Argel (Argelia)         | Medalla de bronce   | –90 kg              |
| Campeonato Africano |                         |                     |                     |
| Año                 | Lugar                   | Medalla             | Categoría           |
| 2006                | Puerto Louis (Mauricio) | Medalla de bronce   | –90 kg              |